# 1968 في إسبانيا
فيما يلي قوائم الأحداث التي وقعت خلال عام 1968 في إسبانيا.

## سياسة

### تعيين في المنصب
- 31 مايو – أدولفو سواريث .

## ظهور
- 1 يناير – الموسوعة الكتالونية الكبرى

## مواليد

### يناير
- 1 يناير – بيكتور ديل أربول كاتب إسباني.
- 1 يناير – مونيكا مولينا مغنية إسبانية.
- 12 يناير – لورا مانا[1]
- 15 يناير – إيناكي أوردانغاران لاعب كرة يد إسباني.[2]
- 24 يناير – فرناندو إسكارتن درّاج طريق إسباني.
- 30 يناير – فيليب السادس ملك إسبانيا[3]

### فبراير
- 1 فبراير – خافيير سانشيز لاعب كرة مضرب إسباني.[4]

### مارس
- 3 مارس – ايتور جارمنديا دراج إسباني.
- 8 مارس – خافيير باسكوال فورتس لاعب كرة يد إسباني.[5]
- 22 مارس – خافيير كاستيليخو ملاكم إسباني.
- 23 مارس – فرناندو هييرو لاعب كرة قدم إسباني.[6]
- 24 مارس – خوسيه فرانسيسكو ألتور لاعب كرة مضرب إسباني.

### أبريل
- 1 أبريل – فرانسيسكو رويج لاعب كرة مضرب إسباني.
- 22 أبريل – كارلوس كوستا لاعب كرة مضرب إسباني.
- 25 أبريل – فيران مارتينيز[7]

### مايو
- 20 مايو – خوسيه غونزاليس

### يونيو
- 9 يونيو – برودينسيو إندوراين
- 27 يونيو – جوردي كالافات متسابق يخت إسباني.

### أغسطس
- 7 أغسطس – توماس كاربونيل لاعب كرة مضرب إسباني.
- 15 أغسطس – سرخيو لوبيث ميرو

### سبتمبر
- 16 سبتمبر – رافائيل الكورتا لاعب كرة قدم إسباني.[8]
- 17 سبتمبر – تيتو فيلانوفا[9]

### أكتوبر
- 24 أكتوبر – فرانسيسكو كلفت لاعب كرة مضرب إسباني.

### نوفمبر
- 4 نوفمبر – ألمودينا مونيوث لاعبة جودو إسبانية.

### ديسمبر
- 18 ديسمبر – أليخاندرو صانز[10]
- 29 ديسمبر – فيليكس غارسيا كاساس دراج إسباني.

## وفيات

### يونيو
- 4 يونيو – أدولفو ملينديز (مواليد 1884) لاعب كرة قدم إسباني.

### نوفمبر
- 14 نوفمبر – رامون مننديث بيدال (مواليد 1869) مؤرخ إسباني.[11]